# Idris cubensis
Idris cubensis är en stekelart som först beskrevs av Charles Joseph Gahan 1932.  Idris cubensis ingår i släktet Idris och familjen Scelionidae. Inga underarter finns listade i Catalogue of Life.